# ناغين (فلم 1976)
ناغين (بالإنجليزية: Nagin) أو الأفعى ناغين هو فيلم رعب درامي باللغة الهندية عام 1976، من إنتاج وإخراج راجكومار كوهلي، تحت شعار أفلام شانكار. من النجوم رينا روي في دور البطولة جنبًا إلى جنب مع طاقم الممثلين، بما في ذلك سونيل دوت، فيروز خان، سنجاي خان، ريخا، ممتاز، فينود ميهرا، يوجيتا بالي، كبير بيدي، أنيل داوان وجيتندرا؛ كانت موسيقاها من تأليف لاكسميكانت بيارالال. على الرغم من كونه فيلمًا خياليًا، فقد حقق نجاحًا كبيرًا في شباك التذاكر والفيلم الأكثر ربحًا في عام 1976. بعد نجاح الفيلم، حصلت رينا روي على مكانة النجمة.  
الفيلم مستوحى من الفيلم الفرنسي فرانسوا تروفو عام 1968 العروس ترتدي الأسود، والذي كان مبنيًا على رواية كورنيل وولريش عام 1940 التي تحمل نفس الاسم.  تم إعادة إنتاج الفيلم لاحقًا باللغة التاميلية باسم Neeya؟ (1979)، حيث لعبت سريبريا دور ناغين.

## القصة
البروفيسور فيجاي يبحث عن الثعابين. ووفقا للأسطورة، فإنه يعتقد أنه بعد سن معينة، يمكن للكوبرا الهندية أن تأخذ شكل الإنسان. يخطط لرحلة إلى الغابة مع أصدقائه راج وراجيش وعدي وكيران وسوراج. في النهاية، يكشف فيجاي اللغز، ويجد الثعابين المتغيرة الشكل ناج (ذكر) وناغين (أنثى). ومع ذلك، يضايقه أصدقاؤه، لذلك يهدف فيجاي إلى إثبات نفسه. في يوم اكتمال القمر، عندما تكتمل الثعابين، تغامر المجموعة بالدخول إلى الغابة. لسوء الحظ، في تلك المرحلة، أطلق كيران النار على ناج. وهذا يقلق فيجاي، لأنه في مثل هذه الحالات تتعهد الأنثى بالانتقام على الفور. غاضبة، تتعرف ناغين على القتلة، الذين تم التقاط صورهم في عيون ناغين المحتضرة، وتبدأ موجة القتل. أولاً، قامت بالقضاء على كيران، الأمر الذي جعل أعضاء المجموعة المتبقين يشعرون بالذعر والتراجع. بعد ذلك، تستهدف ناغين راجيش، وتقتله بالتحول إلى صديقته ريتا. بعد هذا الموقف المروع، يتصل فيجاي بساحر الثعابين القوي، الذي يوفر العوائق باستخدام المناجد القادرة على كل شيء. ومع ذلك، فإن ناغين الغاضبة تسخر من الساحر بأنه لا يستطيع إنقاذهم. وهكذا، قامت بفصل مدلاة راج عن طريق إثارة شجار مع أحد المجرمين وقتله. يسحب سوراج قلادته لحماية ابنته الحبيبة آنو، ويلفظ أنفاسه الأخيرة، تاركًا مسؤولية آنو لفيجاي. جنبًا إلى جنب، تم ذبح راج أيضًا على يد ناغين، التي اتخذت شكل راجكوماري الجميل. أخيرًا، تعرضت فيجاي، الناجية الوحيدة، للهجوم من قبل ناغين عندما ماتت، وسقطت من الشرفة. ينتهي الفيلم بلقاء ناغين مع ناغين في الحياة الآخرة.

## تسجيل صوتي
جميع الموسيقى من تأليف لاكسميكانت–بيارالال، كل الكلمات كتبها فيرما مالك.
| #  | عنوان                                                                                                  | المدة |
| -- | --- | ----- |
| 1. | "تيري سانغ بيار مين ناهين تودنا (لا أريد أن أكسر حبي معك)" (سولو)                                      |       |
| 2. | "تيري سانغ بيار مين ناهين تودنا (لا أريد أن أكسر حبي معك)" (حزين)                                      |       |
| 3. | "تيري سانغ بيار مين ناهين تودنا (لا أريد أن أكسر حبي معك)" (دويتو)                                     |       |
| 4. | "هافت ماهين بارسون ناهين، ساديون سي هاي يه بوران (إنها ليست أسابيع، أو أشهر، أو سنوات، بل عمرها قرون)" |       |
| 5. | "تيري إشك كا موه بي هوا يه أسار هي (وهذا هو تأثير حبك علي)"                                            |       |
| 6. | "تيري ميرا، ميرا تيرا ميل جايا ديل ديل سي (لك لي، لي لك، حصلت عليه من القلب إلى القلب)"                |       |

تم إعادة استخدام "تيري سانغ بيار مين ناهين تودنا" في طبعة فيلم ناغين التاميلية الجديدة، نيا، وظهرت في الموسيقى التصويرية لفيلم 2004 أشعة الشمس الأبدية للعقل الطاهر.

## روابط خارجية
- ناغين على موقع IMDb (الإنجليزية)
- ناغين على موقع روتن توميتوز (الإنجليزية)
- ناغين على موقع فيلمافينيتي (الإسبانية)
- ناغين على موقع قاعدة بيانات الفيلم (الإنجليزية)
- ناغين على موقع ليتربوكسد (الإنجليزية)
- ناغين على موقع كينوبويسك (الروسية)